# محرك بحث جوجل المبرمج
محرك بحث جوجل المبرمج (المعروف سابقًا باسم بحث Google المخصص و Google Co-op ) هو نظام أساسي توفره جوجل يسمح لمطوري الويب بميزة جمع المعلومات المتخصصة في عمليات بحث الويب وتنقيح الاستعلامات وتصنيفها وإنشاء محركات بحث مخصصة، استنادًا إلى بحث جوجل . تتيح الخدمة للمستخدمين تضييق 11.5 مليار صفحة ويب مفهرسة وصولاً إلى مجموعة موضوعية من الصفحات ذات الصلة باحتياجات المنشئ. أطلقت جوجل الخدمة في 23 أكتوبر 2006.

## خدمات
تتكون منصة البحث المخصص من Google من ثلاث خدمات:

### محرك البحث المخصص

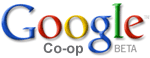
شعار Google المخصص

تم إصداره في 23 أكتوبر 2006، ويسمح جوجل لأي شخص بإنشاء محرك بحث خاص فيه. يمكن إنشاء محركات البحث للبحث عن معلومات حول مواضيع معينة يختارها المنشئ. يتيح محرك البحث المخصص من Google تحديد مواقع الويب التي سيتم استخدامها للبحث عن المعلومات التي يريدها المنشئ.

## روابط خارجية
- بحث Google المخصص